# Tiina Lillak
Tiina Lillak (Helsinque, 15 de abril de 1961) é uma ex-atleta finlandesa especializada no lançamento de dardo, campeã mundial, ex-recordista mundial e medalha de prata olímpica.
Em 29 de julho de 1982 ela quebrou o recorde mundial do lançamento de dardo feminino com uma marca de 72,40 m, em Helsinque. Um mês depois, porém, ficou apenas em quarto lugar no Campeonato Europeu de Atletismo. Seu recorde durou menos de dois meses, sendo quebrado pela grega Sofia Sakorafa com 74,20 m, em Chania, Creta. No ano seguinte, ela quebrou novamente o recorde com um lançamento de 74,76 m em Tampere, na Finlândia. Este recorde durou por dois anos e se manteve como recorde nacional finlandês até 1999, quando o dardo teve seu centro de gravidade alterado e um novo tipo passou a ser utilizado, com todas as marcas anteriores sendo desconsideradas.
Em agosto de 1983, Tiina conquistou a medalha de ouro do 1º Campeonato Mundial de Atletismo, disputado em seu país. Ùnica medalha de ouro finlandesa na competição, foi conquistada em frente a seu povo no último lançamento, com uma marca de 70,82, deixando a britânica Fatima Whitbread, que liderava toda a competição, em lágrimas. As imagens de Tiina correndo pela pista de atletismo frente a uma multidão em extâse após a vitória se tornaram famosas em todo mundo. No resto daquele ano ela lançou o dardo a mais de 70 metros dezesseis vezes e não perdeu uma única competição.
Participando apenas de três competições no primeiro semestre de 1984, mesmo assim ela conseguiu a medalha de prata em Los Angeles 1984, derrotando novamente Whitbread mas perdendo para outra britânica, Tessa Sanderson. A partir daí sua carreira começou a declinar, sem conseguir medalhas nem no Europeu de 1986 nem no Mundial de Roma 1987, em que ficou apenas em sexto lugar. Em Seul 1988 ela novamente não alcançou o pódio e foi campeã nacional finlandesa da modalidade pela última vez em 1990. Sem conseguir classificação à final no Mundial de Tóquio 1991, abandonou o atletismo no ano seguinte, aos 31 anos, tornando-se massagista.